# بترينجا
بترينجا (بالكرواتية: Petrinja) هي مدينة في وسط كرواتيا بالقرب من سيساك، تقع إداريًّا في مقاطعة سيساك موسلافينا.
في 29 ديسمبر 2020، تعرضت المدينة لزلزال قوي بلغت قوته المؤقتة 6.4 ميغاوات.